# Anchon pilosus
Anchon pilosus är en insektsart som beskrevs av Walker. Anchon pilosus ingår i släktet Anchon och familjen hornstritar. Inga underarter finns listade i Catalogue of Life.